# Krydstogtskib
 For alternative betydninger, se Liner.
Et krydstogtskib (også kaldet krydstogtsliner eller blot liner) er et passagerskib, der har som hovedformål at medtage passagerer på ferie. Ofte er rejsen, skibets faciliteter og destinationerne i sig selv en del af oplevelsen. Et krydstogtskibs formål er som regel at sejle passagerer på rundrejse i en nærmere angivet region eller del af et kontinent, hvorimod en oceanliner er et større passagerskib, der sejler i fast rutefart typisk over et ocean (fx mellem England og New York). Transport er ikke det primære formål.
Et skib, der tillige medtager tog og/eller biler og sejler mellem faste destinationer (fx København og Oslo), benævnes færge eller cruisefærge og kendetegnes især ved at have et gennemgående, åbent dæk.
Krydstogtskibe kan kategoriseres efter anvendelse og størrelse. Store markeder for krydstogtskibe findes især i Caribien og Middelhavet. I Danmark er København, Rønne og Aarhus de mest populære destinationer. De krydstogtskibe, der kommer til København, er mellem 3000 og 140.000 bruttotons store, mellem 100 og 330 meter lange og har plads til mellem 100 og 3600 passagerer. De lægger til ved Langeliniekajen, Oceankaj, Nordre Toldbod og Frihavnen. Verdens største krydstogtskibe er pt. Oasis of the Seas og Allure of the Seas fra Royal Caribbean.

## Typer
Krydstogtskibe kan kategoriseres ud fra deres anvendelse og størrelse.

### Anvendelse
Foruden krydstogtskibe, der særligt er målrettet familier, ældre, par, singler og folk med specielle (fysiske) behov, findes der ifølge Berlitz Guide to Cruising & Cruise Ships 2015 krydstogtskibe med følgende formål og anvendelse:
- Ekspeditionsskibe
- Kystrejser
- Transatlantiske rejser
- Sejlskibe
- Fragtskibe og isbrydere
- Jordomsejling

### Størrelse
Ifølge Berlitz kan krydstogtskibe kategoriseres i følgende størrelsessegmenter baseret på antal passagerer:
- Meget lille skib ("Boutique ship") - 50-250 passagerer.
- Lille skib ("Small ship") - 251-750 passagerer.
- Mellemstort skib ("Mid-size ship") - 751-2000 passagerer.
- Stort skib ("Large resort ship") - 2001-6500 passagerer.

Selv om opdelingen er nærmere afgrænset mht. antal passagerer, er afgrænsningen dog knap så skarp mht. skibenes rummål (bruttotons). Inddelingen dækker dog omtrent over følgende skibsstørrelser:
- Meget lille skib ("Boutique ship") - under ca. 6000 bruttotons.
- Lille skib ("Small ship") - ca. 6000 - ca. 25.000 BT.[Nb 1]
- Mellemstort skib ("Mid-size ship") - ca. 25.000 - ca. 75.000 BT.[Nb 2]
- Stort skib ("Large resort ship") - over ca. 75.000 BT.[Nb 3]

## Bedømmelse
Berlitz bedømmer hvert år op mod 300 krydstogtskibe ud fra følgende skala:
| 1851-2000 point: | +     |
| 1701-1850 point: | ***** |
| 1551-1700 point: | +     |
| 1401-1550 point: | ****  |
| 1251-1400 point: | +     |
| 1101-1250 point: | ***   |
| 951-1100 point:  | +     |
| 801-950 point:   | **    |
| 651-800 point:   | +     |
| 501-650 point:   | *     |

Skibene bedømmes ud fra deres faciliteter og niveauet af mad, service, besætning og gæstfrihed. De nærmere kriterier udgøres af 'skibets generelle tilstand', 'kahytter', 'mad', 'service', 'underholdning' og 'den generelle krydstogtoplevelse' suppleret med en lang række underkriterier.
I 2015 var de højest bedømte skibe Europa 2 (1860 point) og Europa (1851 point) - begge fra det tyske rederi Hapag-Lloyd Cruises. Disse var samtidig de højest bedømte i kategorien 'små skibe'.

### Top 3
Store skibe
- Mein Schiff 3 (1696 point)
- Queen Mary 2 (Grill Class) (1675)
- Queen Elizabeth (1583)

Mellemstore skibe
- Crystal Serenity (1711 point)
- Crystal Symphony (1702)
- Riviera (1583)

Små skibe
- Europa 2 (1860 point)
- Europa (1851)
- Silver Whisper (1745)

Meget små skibe
- SeaDream I (1760 point)
- SeaDream II (1753)
- Sea Cloud (1703)

## Rederier
De to største og mest toneangivende selskaber i den globale krydstogtindustri er Carnival Corporation og Royal Caribbean.

### Carnival Corporation
Carnival Corporation er et britisk/amerikansk verdensomspændende selskab, der pt. er verdens største inden for krydstogtindustrien. Pt. (2025) driver selskabet 8 rederier med i alt 100 krydstogtskibe.
- AIDA Cruises (10 skibe)
- Carnival Cruise Lines (24 skibe)
- Costa Crociere (14 skibe)
- Cunard Line (3 skibe)
- Holland America Line (15 skibe)
- P&O Cruises (11 skibe)
- Princess Cruises (18 skibe)
- Seabourn Cruise Line (5 skibe)

### Royal Caribbean
Royal Caribbean er et norsk/amerikansk verdensomspændende selskab. Det er verdens næststørste inden for krydstogtindustrien og driver pt. (2025) 6 rederier med i alt 46 krydstogtskibe.
- Royal Caribbean International (23 skibe)
- Celebrity Cruises (11 skibe)
- Pullmantur Cruises (4 skibe)
- Azamara Club Cruises (2 skibe)
- CDF Croisières de France (2 skibe)
- TUI Cruises (50 %) (4 skibe)

## Fodnoter
1. ↑  Fx Marco Polo, Ward (2014) s. 458 og Amadea s. 227
2. ↑  Fx Rotterdam, Ward (2014) s. 585
3. ↑  Fx Sovereign, Ward (2014) s. 645 og Norwegian Jade s. 524
4. ↑  For en overordnet beskrivelse af de ti største rederier henvises fx til Ward (2014) s. 136-157.